# Jürgen Schult
Jürgen Schult (Amt Neuhaus, Baja Sajonia, 11 de mayo de 1960) es un atleta alemán especializado en el lanzamiento de disco.

## Trayectoria deportiva
Se perdió los Juegos Olímpicos de 1984 por el boicot de su país, pero en los Juegos Olímpicos de 1988 y representando a Alemania del Este, ganó la medalla de oro. Posteriormente se incorporó al equipo reunificado de Alemania representando a este país en sus segundos Juegos Olímpicos, los de Barcelona 1992 donde consiguió una medalla de plata. A la edad de 40 años acude a los Juegos Olímpicos de Sídney 2000, sus terceros y últimos Juegos consiguiendo una plaza de finalista y acabando en octavo lugar.
Jürgen Schult mantuvo el récord mundial de la prueba con una marca de 74 m 08 cm desde 1986 a 2024, cuando fue superado por el lituano Mykolas Alekna con 74.35, el 14 de abril de 2024.

## Palmarés internacional
- 1979, Campeonato de Europa Junior: 1.º
- 1983, Campeonato Mundial: 5.º (64,92 m)
- 1986, Campeonato de Europa: 7.º (64,3 8m)
- 1987, Campeonato Mundial: 1.º (68,74 m)
- 1988, Juegos Olímpicos: 1.º (68,82 m)
- 1990, Campeonato de Europa: 1.º (64,58 m)
- 1991, Campeonato Mundial: 6.º (63,12 m)
- 1992, Juegos Olímpicos: 2.º (64,94 m)
- 1993, Campeonato Mundial: 3.º lugar (66,12 m)
- 1994, Campeonato de Europa: 3.º lugar
- 1995, Campeonato Mundial: 5.º lugar (64,44 m)
- 1996, Juegos Olímpicos: 6.º lugar
- 1997, Campeonato Mundial: 3.º lugar (66,14 m)
- 1998, Campeonato de Europa: 2.º lugar
- 1999, Campeonato Mundial: 2.º puesto (68,18 m)
- 2000, Juegos Olímpicos: 8.º lugar (64,41 m)